# ジェームス・M・バーディーン

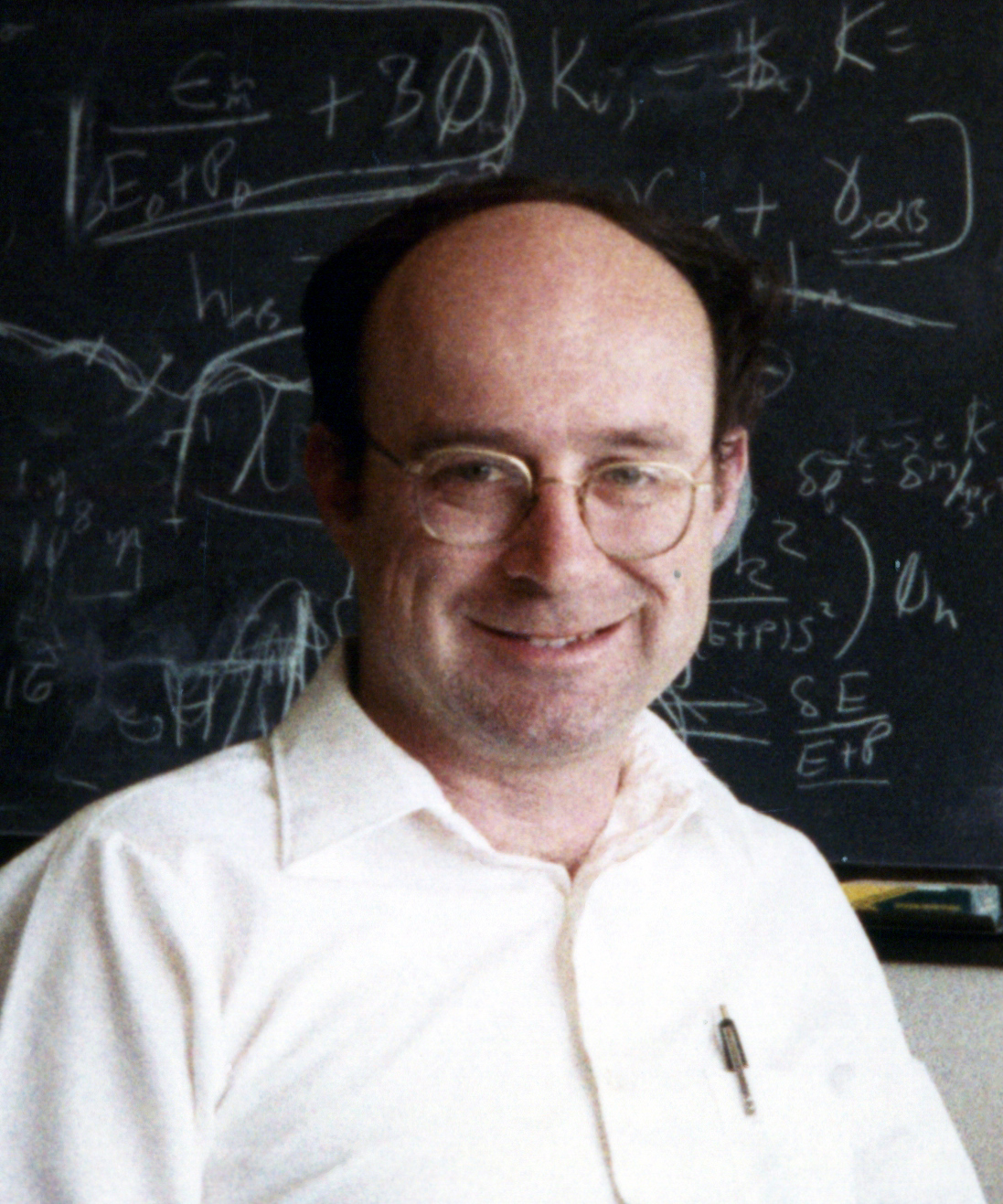
James M. Bardeen (1980)

ジェームス・マクスウェル・バーディーン（James Maxwell Bardeen、1939年5月9日 - 2022年6月20日）はアメリカの物理学者。一般相対論、特にブラックホール力学の法則を定式化で著名。アインシュタイン方程式の厳密解であるバーディーン真空を発見した。

## 経歴
1960年にハーバード大学を卒業し、リチャード・ファインマンの指導の下、カルテックで博士号を取得した。シアトルのワシントン大学の物理学名誉教授であり、理論物理学ペリメーター研究所の卓越客員研究員である。2012年、米国科学アカデミーに選出された。
父はノーベル賞を2度受賞したジョン・バーディーンである。兄弟のWilliam A. Bardeenも物理学者であり、今は亡き姉妹のElizabethはMITの物理学者であるThomas J. Greytakと結婚していた。